# Kościół Niepokalanego Serca Maryi w Mosznej
Kościół Niepokalanego Serca Maryi w Mosznej – rzymskokatolicki kościół filialny w Mosznej, należący do parafii Nawiedzenia Najświętszej Maryi Panny w Łączniku (powiat prudnicki), w dekanacie Biała, diecezji opolskiej.

## Historia
Inicjatywa budowy kościoła w Mosznej zrodziła się na początku lat 80. XX wieku w związku ze wzrostem ruchu turystycznego we wsi oraz bliskość miejscowości Dębina i Ogiernicze w powiecie prudnickim, również należących do parafii w Łączniku. Inicjatorem budowy był proboszcz Manfred Słaboń.
Budowę rozpoczęto w 1983, kamień węgielny poświęcił papież Jan Paweł II na Górze Świętej Anny 21 czerwca 1983. Wszystkie prace budowlane wykonywali sami parafianie, wspierani finansowo przez sąsiednie parafie oraz przedwojennych mieszkańców Mosznej. W 1984 zamontowano konstrukcję stalową dachu. Poświęcenia świątyni dokonał biskup Alfons Nossol 23 maja 1999.